# Monastero di Santa Maria del Piave
Santa Maria del Piave era un ospedale-monastero cistercense nell'attuale provincia di Treviso. In origine sorgeva presso l'omonima frazione di Mareno di Piave (l'antica località Talpone) e in seguito fu riedificato nella vicina Lovadina di Spresiano.

## Storia
Il monastero si trovava in un'area assai battuta dai traffici, presso una zona di guadi posta sul medio corso del Piave e all'incrocio tra le strade Ungaresca e Alemanna. Compito dell'istituzione era infatti dare ospitalità a mercanti, pellegrini e viandanti in genere che vi transitavano.
Santa Maria del Piave sarebbe stata fondata (o rifondata) nell'anno 1009 e in origine fu gestita da una congregazione diversa poi confluita nell'ordine benedettino. La sua importanza era cresciuta all'epoca delle crociate, con l'aumento dei pellegrinaggi verso la Terra santa. In concomitanza, nobili ed ecclesiastici ne avevano accresciuto le ricchezze attraverso donazioni, mentre vari ordini militari e lo stesso pontefice ne avevano garantito la protezione. Da Santa Maria dipendevano varie chiese poste lungo il Piave e il Livenza.
- Chiesa di San Silvestro di Riese;
- Chiesa di San Vitale di Castagnè;
- Chiesa di San Matteo di Camalò;
- Chiesa di San Leonardo di Ponzano;
- Chiesa di Santa Lucia di Sottoselva;
- Chiesa di San Lorenzo di Collalbrigo;
- Chiesa di San Dalmazio di Cittadella;
- Chiesa di San Michele di Ramera;
- Chiesa di San Martino di Visnà;
- Chiesa di San Salvatore di Vallonto;
- Chiesa di Santa Cristina di Camino;
- Chiesa di San Felice di Saccon;
- Chiesa di San Marco e Lorenzo di Soffratta;
- Chiesa di Santo Stefano di Pinidello;
- Chiesa di San Gottardo di Coldegajago.

Nel 1229, essendo il complesso decadente sia dal punto di vista materiale che spirituale, papa Gregorio IX lo affidò ai cistercensi dell'abbazia di Follina, scelta che risultò felice per un certo periodo. A determinare la fine dell'istituzione furono però altri eventi: la diminuzione dei pellegrinaggi, le razzie degli eserciti di passaggio e, soprattutto, le disastrose piene del Piave. Significativa fu quella del 1368, quando il fiume mutò il suo corso e il monastero finì per trovarsi nel mezzo di un'isola. Poiché il Piave fungeva (e funge tuttora) da confine fra le diocesi di Ceneda e di Treviso, l'istituzione passò dal controllo dell'una all'altra.
Alle inondazioni si aggiunse la decadenza spirituale. Distrutto da un'altra terribile ondata, nel 1459 l'abate commendatario Venceslao da Porcia lo fece ricostruire sulla sponda destra, presso Lovadina. Tuttavia la mancanza di monaci portò, alla fine del XV secolo, all'unione con il monastero femminile di Santa Maria degli Angeli di Murano.
La soppressione ufficiale del monastero avvenne dopo la fine della Serenissima Repubblica di Venezia, per decisione degli occupanti francesi.